# Deutscher Schauspielpreis 2023
Die Verleihung des Deutschen Schauspielpreises 2023 fand am 15. September statt.

## Nominierungen
Die Nominierungsjury bestand 2023 aus Elisabeth Degen, Julius Feldmeier, Hanna Jürgens, Dayan Kodua, Harriet Kracht, Dominic Raacke, Kerstin Schweers und Tristan Seith. Die Jury für den Synchronpreis Die Stimme bestand aus Patrick Winczewski, Sarah Riedel, Friedel Morgenstern, Farina Brock und Peter Woratz. Die Nominierungen wurden am 20. Juni 2023 bekanntgegeben.

## Nominierte und Preisträger

### Schauspieler in einer dramatischen Hauptrolle
Gerhard Liebmann für Eismayer
Liv Lisa Fries für Babylon Berlin (Staffel 4)
Thea Ehre für Bis ans Ende der Nacht
Thomas Schubert für Roter Himmel
Sebastian Blomberg für Bonn – Alte Freunde, neue Feinde
Sebastian Koch für Euer Ehren

### Schauspieler in einer dramatischen Nebenrolle
Marie-Lou Sellem für Knochen und Namen
Amy Benkenstein für Das Haus der Träume (Staffel 1)
Vincent Redetzki für Kleo
Michael Klammer für Das Lehrerzimmer

### Schauspieler in einer komödiantischen Rolle
Ulrike Kriener für Einfach mal was Schönes
Matthias Brandt für King of Stonks
Julius Feldmeier für Kleo
Milena Tscharntke für Einfach mal was Schönes

### Schauspieler in einer episodischen Rolle
Ursula Werner für Doktor Ballouz – Leere Seiten
Cosmina Stratan für Strafe – Subotnik
Katharina Hauter für Strafe – Der Taucher
Charlotte Bohning für SOKO Köln – Der Wachtelkönig

### Duo
Jella Haase und Dimitrij Schaad für Kleo
Laura Tonke und Yannik Heckmann für Kranitz: Astrid & Mike – Der Junge hat Triebstau
Seyneb Saleh und Yousef Sweid für Munich Games

### Nachwuchs
Devrim Lingnau für Die Kaiserin
Bayan Layla für Elaha
Ebru “Ebow” Düzgün für Strafe – Subotnik
Soufiane El Mesaudi für Hype

### Starker Auftritt
Franziska Wulf für Sonne und Beton
Haley Louise Jones für Knochen und Namen
David Ruland für Strafe – Subotnik
Victoire Laly für Der Barcelona-Krimi – Der längste Tag

### Therese-Giehse-Preis
für Amelle Schwerk für Peer Gynt, Schauspiel Hannover, sowie
 für
Annemarie Brüntjen für Der gute Mensch von Sezuan, Nationaltheater Mannheim, ausgewählt von Victoria Trauttmansdorff

### Synchronpreis „Die Stimme“
Maresa Sedlmeir
Ranja Bonalana
Claudia Lössl

### Ehrenpreis „Lebenswerk“
für Thekla Carola Wied

### Spezialpreise
- Fairnesspreis von BFFS und ver.di FilmUnion: Shole Pakravan[5]
- Ensemblepreis: Ensemble von Sonne und Beton (Casting Ulrike Müller, Jacqueline Rietz und Kathleen Döbbel)
- Ehrenpreis: Gesine Cukrowski und Silke Burmester mit ihrer Kampagne Let's Change The Picture